# Tomohiro Nishikado
Tomohiro Nishikado 西角友宏 (Nishikado Tomohiro?) (Kishiwada, 31 marzo 1944) è un autore di videogiochi giapponese noto per essere il creatore del videogioco Space Invaders, pubblicato nel 1978 da Taito Corporation.
Dopo aver frequentato la Tokyo Denki University ed essersi laureato in ingegneria delle comunicazioni, lavora presso un'azienda di apparecchiature audio, e si trasferisce in Taito, all'epoca chiamata Taito Trading Co. Ltd., nel 1969. 
Mentre cercava lavoro, fu un suo collega a proporgli di entrare in Taito, così Nishikado tentò e venne assunto; fu un'opportunità piuttosto casuale, infatti all'epoca non ambiva a diventare un game designer.
Alla Taito, dopo aver lavorato allo sviluppo di giochi elettromeccanici, inizia a interessarsi ai giochi arcade elettronici dal 1972. Nel 1973 realizza Soccer, simile al Pong, il primo videogioco arcade prodotto in Giappone, pubblicato nel 1973, e poi oltre 10 giochi fino al 1977 tra cui Speed Race, Western Gun e Interceptor.
Nel 1978 arriva la consacrazione mondiale: interamente da solo, progetta e realizza Space Invaders, considerato come uno dei più famosi e influenti videogiochi della storia, tra i capostipiti degli sparatutto e i maggiori simboli del mondo dei videogiochi.
Successivamente ha lavorato a varianti di Space Invaders e alla formazione di colleghi più giovani. Dal 1982 si occupò di ricerca e sviluppo di apparecchiature di consumo non videoludiche. Nel 1995 divenne direttore generale del dipartimento di sviluppo. Ha lasciato Taito nel 1996 per fondare una propria società, la Dreams Co. Ltd.; fino al 1998 rimase comunque consulente tecnico part-time della Taito, dove partecipò al progetto dell'arcade Pop'n Pop.